# 下穆尔维尔
下穆尔维尔（法語：Mourvilles-Basses，法語發音：[muʁvil bas]）是法国上加龙省的一个市镇，属于图卢兹区。

## 地理
下穆尔维尔（43°29'8"N, 1°42'12"E）面积4.58 平方千米，位于法国奧克西塔尼大區上加龙省，该省份为法国西南部内陆省份，西南端与西班牙接壤，自此顺时针与上比利牛斯省、热尔省、塔恩-加龙省、塔恩省、奥德省和阿列日省接壤。
与下穆尔维尔接壤的市镇（或旧市镇、城区）包括：塔拉贝勒、卡拉古德、博瓦尔堡、圣热尔米耶、瓦雷讷。

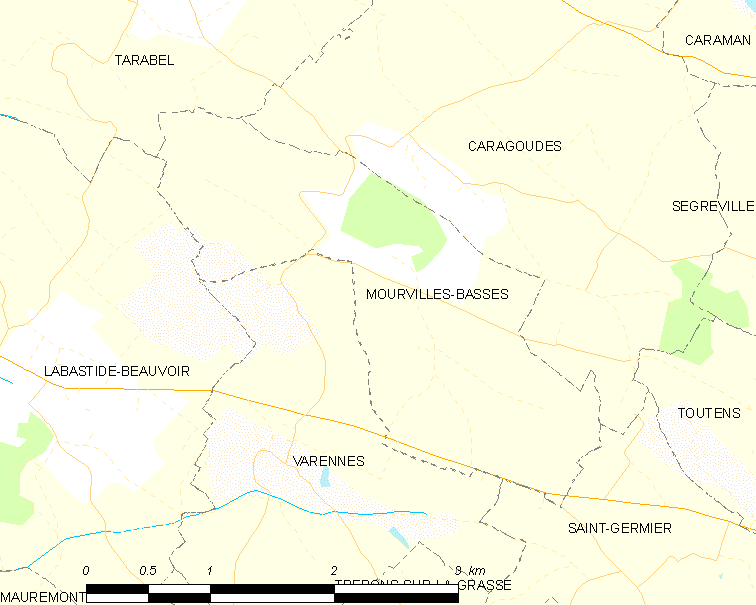
下穆尔维尔的OSM定位图

下穆尔维尔的时区为UTC+01:00、UTC+02:00（夏令时）。

## 行政
下穆尔维尔的邮政编码为31460，INSEE市镇编码为31392。

## 政治
下穆尔维尔所属的省级选区为勒韦勒县。

## 人口

1962-2008年间下穆尔维尔人口变化图示

下穆尔维尔于2022年1月1日时的人口数量为80人。